# Série Z1 a Z4 da CP
A Série Z1 a Z4  foi um tipo de automotoras a vapor, utilizadas pela Companhia Real dos Caminhos de Ferro Portugueses. Estas foram as primeiras automotoras em Portugal, tendo funcionado entre 1904 e 1910.

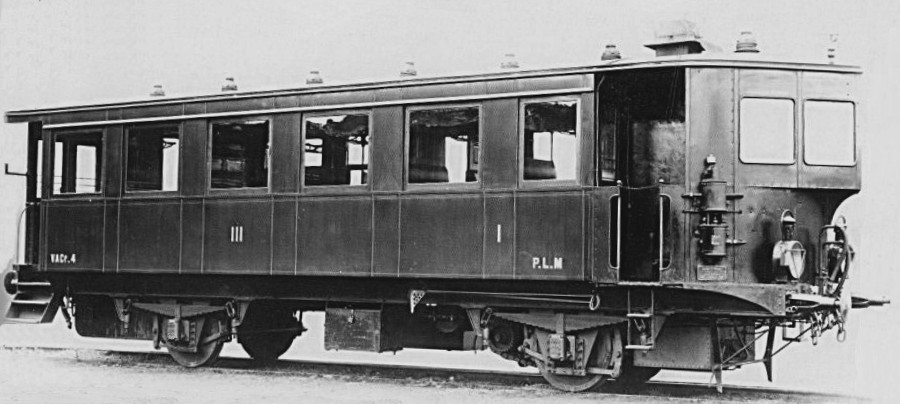
Automotora produzida para França pela casa Purrey em 1905, semelhante às utilizadas em Portugal.

## História
O período de transição para o século XX foi de grande progresso para os caminhos de ferro, com um acréscimo na procura, que exigia um maior número de comboios, e que fossem mais rápidos e confortáveis. No entanto, a frota de locomotivas e de material rebocado não era suficiente para atender às necessidades da procura, pelo que foi necessário proceder à encomenda de novo material circulante, assistindo-se assim a uma fase de renovação da frota que durou desde 1899 até quase à Primeira Guerra Mundial. Neste âmbito, em 1904 tanto a Companhia Real como a Administração Geral dos Caminhos de Ferro do Estado encomendaram veículos ferroviários com motor para transporte de passageiros, que eram então conhecidos como carruagens auto-motrizes, carruagens automotoras ou carruagens automóveis. No caso da Companhia Real, foram compradas quatro automotoras à casa francesa Valentin Purrey, que se tinha especializado naquele tipo de veículos. Estes veículos deveriam utilizados para fazer serviços locais, onde a procura era mais reduzida, principalmente na Linha do Oeste. Em 1 de Julho de 1904, a Gazeta dos Caminhos de Ferro relatou que tinham chegado a Bordéus as quatro carruagens automotoras. A Gazeta dos Caminhos de Ferro de 1 de Outubro desse ano noticiou que já tinha entrado nas Oficinas Gerais da Companhia Real a primeira automotora, para ser experimentada. Em 1 de Novembro, a Gazeta relatou que foi feita a primeira experiência oficial, entre Sintra e Campolide. Em 16 de Fevereiro de 1905, aquele periódico informou que a automotora tinha sido posta a circular no lanço da Linha do Oeste entre São Martinho do Porto e Figueira da Foz e no Ramal de Alfarelos.
No entanto, estas experiências não tiveram bons resultados, e poucos anos depois foram postas a circular em quase todas as linhas da Companhia Real, nomeadamente na Linha de Vendas Novas e nos ramais de Sintra e da Lousã, e nos serviços entre Coimbra e a Figueira da Foz. Ainda assim, não tiveram um rendimento satisfatório, pelo que foram retiradas em 1910, e transformadas em carruagens de terceira classe. Uma destas quatro carruagens ficou estacionada durante vários anos na rotunda de Castelo Branco, onde foi danificada por um incêndio, tendo sido depois transportada para o Entroncamento, para ser restaurada.

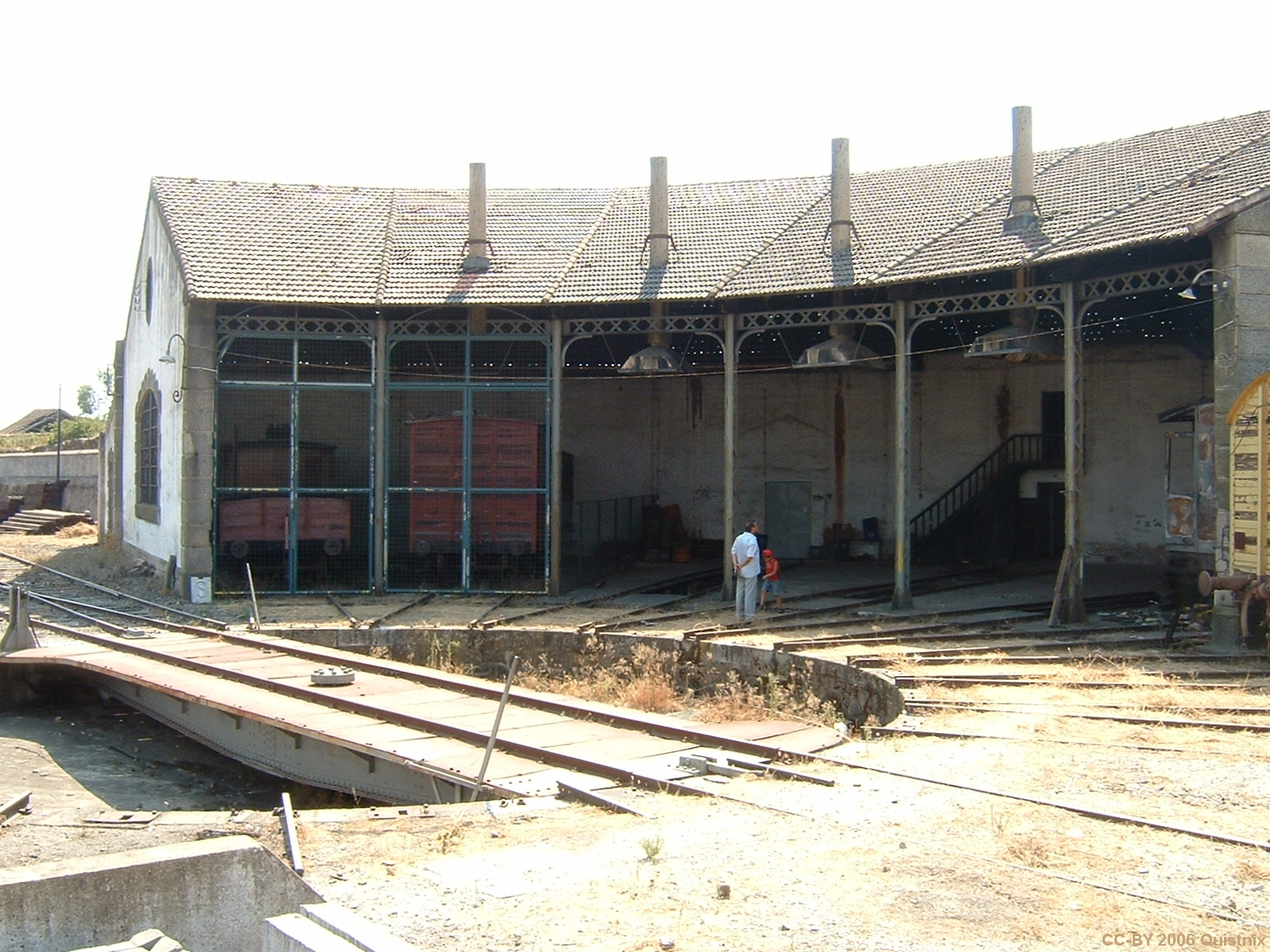
Rotunda de Castelo Branco em 2006. A carruagem semidestruída à direita, no interior do edifício, é uma das automotoras Purrey após a conversão.

## Descrição
Esta série era composta por quatro automotoras a vapor, de dois eixos. Cada veículo estava dividido em vários compartimentos, um para o motor, outro para um furgão e três para os passageiros, que poderiam ter oito lugares de primeira classe, nove de segunda, e dezanove de terceira classe. Estas automotoras utilizavam freios automáticos Clayton.